# NGC 3179
NGC 3179  ist eine linsenförmige Galaxie vom Hubble-Typ S0 im Sternbild Großer Bär am Nordsternhimmel. Sie ist schätzungsweise 325 Millionen Lichtjahre von der Milchstraße entfernt und hat einen Durchmesser von etwa 175.000 Lj.

Im selben Himmelsareal befindet sich u. a. die Galaxie NGC 3184.
Das Objekt wurde am 25. Januar 1851 von Bindon Blood Stoney entdeckt.